# Nanna Christiansen
Nanna Christiansen (Koppenhága, 1989. június 17. –) Európa-bajnoki ezüstérmes dán női válogatott labdarúgó, középpályásként szerepel az dán női bajnokságban érdekelt Brøndby IF csapatánál.

## Pályafutása
Szülővárosában Koppenhága Østerbro kerületében a BK Skjold együttesénél nyolcévesen kezdte karrierjét.

### Klubcsapatokban
2007-től a Brøndby IF játékosa. Bár a 2013-2014-es szezonban a B93/HIK/Skjold csapatánál szerepelt, karrierje jelentős részét a sárga-kékeknél töltötte, ahol nyolcszoros bajnoknak címet és hétszeres kupagyőztesnek, valamint a 2016-17-es szezonban lőtt 18 találatának köszönhetően a bajnokság gólkirálynőjének vallhatja magát.

### A válogatottban
2009. március 4-én az Egyesült Államok ellen szerepelt első alkalommal a válogatottban. A 2017-es Európa-bajnokságon ezüstérmet szerzett Dániával.

## Statisztikái

### A válogatottban
2020. december 1-el bezárólag
| Válogatott | Szezon   | Mérk. | Gól |
| ---------- | -------- | ----- | --- |
| Dánia      |          |       |     |
| 2009       | 8        | 0     |     |
| 2010       | 11       | 2     |     |
| 2011       | 11       | 2     |     |
| 2012       | 9        | 0     |     |
| 2013       | 12       | 1     |     |
| 2014       | 7        | 1     |     |
| 2015       | 0        | 0     |     |
| 2016       | 12       | 0     |     |
| 2017       | 13       | 1     |     |
| 2018       | 12       | 0     |     |
| 2019       | 6        | 1     |     |
| 2020       | 8        | 3     |     |
| Összesen   | Összesen | 109   | 11  |

| Dánia színeiben szerzett góljai | Dánia színeiben szerzett góljai | Dánia színeiben szerzett góljai   | Dánia színeiben szerzett góljai | Dánia színeiben szerzett góljai | Dánia színeiben szerzett góljai | Dánia színeiben szerzett góljai | Dánia színeiben szerzett góljai |
| ------------------------------- | ------------------------------- | --------------------------------- | ------------------------------- | ------------------------------- | ------------------------------- | ------------------------------- | ------------------------------- |
|                                 |                                 |                                   |                                 |                                 |                                 |                                 |                                 |
| Gól                             | Dátum                           | Helyszín                          | Ellenfél                        | Találat                         | Eredmény                        | Esemény                         | Forrás                          |
| 1                               | 2010. január 23.                | Bicentenario Stadion, Coquimbo    | Chile                           | 1–0                             | 3–0                             | Nemzetközi torna                | [ 4 ]                           |
| 2                               | 2010. január 23.                | Bicentenario Stadion, Coquimbo    | Chile                           | 2–0                             |                                 | Nemzetközi torna                | [ 4 ]                           |
| 3                               | 2011. október 26.               | Municipal de Barcelos, Barcelos   | Portugália                      | 1–0                             | 3–0                             | 2013-as Eb-selejtező            | [ 5 ]                           |
| 4                               | 2011. november 23.              | Vejle Stadion, Vejle              | Örményország                    | 5–0                             | 11–0                            | 2013-as Eb-selejtező            | [ 6 ]                           |
| 5                               | 2013. szeptember 25.            | Hidegkuti Stadion, Budapest       | Magyarország                    | 3–0                             | 4–0                             | Barátságos mérkőzés             | [ 7 ]                           |
| 6                               | 2014. május 8.                  | Vejle Stadion, Vejle              | Szerbia                         | 3–1                             | 3–1                             | 2015-ös vb-selejtező            | [ 8 ]                           |
| 7                               | 2017. október 24.               | Zaprešić Stadion, Zaprešić        | Horvátország                    | 3–0                             | 4–0                             | 2019-es vb-selejtező            | [ 9 ]                           |
| 8                               | 2019. november 12.              | Energi Viborg Arena, Viborg       | Grúzia                          | 13–0                            | 14–0                            | 2022-es Eb-selejtező            | [ 10 ]                          |
| 9                               | 2020. március 7.                | Estádio Municipal de Lagos, Lagos | Svédország                      | 2–1                             | 2–1                             | Algarve-kupa                    | [ 11 ]                          |
| 10                              | 2020. március 10.               | Estádio Municipal de Lagos, Lagos | Belgium                         | 3–0                             | 4–0                             | Algarve-kupa                    | [ 12 ]                          |
| 11                              | 2020. szeptember 17.            | Zenica Edzőközpont, Zenica        | Bosznia-Hercegovina             | 4–0                             | 4–0                             | 2022-es Eb-selejtező            | [ 13 ]                          |

## Sikerei, díjai

### Klubcsapatokban
Dán bajnok (6):
- Brøndby IF (6): 2007-08, 2011-12, 2012-13, 2014-15, 2016-17, 2018-19

 Dán kupagyőztes (7):
- Brøndby IF (7): 2010-11, 2011-12, 2012-13, 2013-14, 2014-15, 2016-17, 2017-18

### A válogatottban
Dánia
- Európa-bajnoki ezüstérmes: 2017

### Egyéni
Dán gólkirálynő (1):
- 2016–17 – (18 gól)[14]